# احمدعلی خان وزیری کرمانی
احمدعلی خان وزیری، فرزند علی محمدخان کرمانی و مؤلف کتاب‌های تاریخ کرمان و جغرافیای کرمان است. احمدعلی خان وزیری از خاندان وزیری کرمان که به قول خود او، این سلسله خودشان را از اولاد امیر براق حاجب می‌دانند و جدّ مادری وی، میرزا حسین وزیر، حاکم دشتاب بوده است. تاریخ تولد وی معلوم نیست. وی تحصیلات خود را در کرمان و در محضر آخوند ملامحمد جعفر کرمانی که عصرها در تکیه ی میرزاحسین وزیر تدریس می‌کرده است، تکمیل کرده است. پس از مرگ پدر چندی حکومت کوشک و ارزویه را برعهده داشت. بنی اعمام وی در ولایات، حاکم و مباشر شدند و همه املاک وی را به واسطه تغلب و تقلب از دست وی خارج کردند. با از دست دادن املاک به ارث رسیده، زندگی بر وی تنگ شد و تمام اموال خود را به تدریج صرف معاش کرد.
او برخلاف اجداد خود در شغل دیوانی نماند و فقط به امور ملک داری و زراعتی می‌پرداخت که همین امر موجب شده که تا حد زیادی در تاریخ خود جنبه ی بی طرفی و حقیقت نویسی را رعایت کند. البته به مناسبت خدمات اجداد خود مقرری دائمی از دولت دریافت می‌کرده است.
وزیری در سال۱۲۹۴هجری قمری /۱۸۷۷میلادی سفری به تهران داشته که ظاهراً به قصد معالجه بوده و یک سال بعد از آن وفات کرده و در امام زاده زید مدفون شده و به علت تغییراتی که بعدها در این محل پدید آمده، قبر او نیز از میان رفته است.